# 人机交互
人机交互（英語：human–computer interaction，缩写：HCI）是⼀⻔交叉学科，顾名思义就是⼈和机器的互动。在早期，⼈们提出人机交互的理念，是针对⼈与机器之间。⽽随着时代的发展，科技的进步， ⼈们发明了更新的机器，也就是我们现在⼤家都在使⽤的计算机，⼈机交互也就从Human-Machine Interaction（HMI）更多地向Human-Computer Interaction （HCI）发展。
人机交互（HCI）学科是一个关注人和机器之间交互模式的多学科研究领域，其关注有关人和计算机之间的界面设计和实现的所有问题。由于其性质和目标，人机交互自然而然地会涉及到计算机科学的多个学科方向（图像处理，计算机视觉，编程语言等）以及人文学科的多个方向（人体工程学，人因，认知心理学等）。人机交互研究首先关心能够改善人机互动的新型界面的设计、实现和评估。这里的改善涉及多个方面，包括使用直观性和与接口稳健性。
一个直观、自然、高效、健壮且可定制的界面可以明显缩小人类心智模型与计算机、机器或机器人完成既定任务之间的隔阂。虽然有关人机交互的研究可追溯到1975年，但近年来消费电子技术的进步更是打开了令人兴奋的新局面：在设计经济实惠的自然用户界面（NUI，Natural User Interface） 过程中，手势、手和身体姿态、言语、目光不过是多种自然互动模式中的几个例子。
人机交互界面的设计要包含用户对系统的理解（即心智模型），那是为了系统的可用性或者用户友好性。

## 人性化介面裝置

基本监控操作介面

人機介面 MMI: man–machine interface或人機互動介面（或）大量運用在工業與商業上，簡單的區分為「輸入」（Input）與「輸出」（Output）兩種。輸入指的是由人來進行機械或設備的操作：如把手、開關、門、指令 （命令）的下達或保養維護等；而輸出指的是由機械或設備發出來的通知：如故障、警告、操作說明提示等。好的人機介面會幫助使用者更簡單、更正確、更迅速的操作機械，也能使機械發揮最大的效能並延長使用壽命。而目前市面上所指的人性化介面則多是狹義的指在軟體人性化的操作介面上。

## 互動模式
互動（Interaction）至少包括兩個要素，一個是使用者（User），一個是系統。

### Norman的互動模式
在人機互動的領域裡，Norman的互動模式或許是最有影響力的一種模式了，Norman的互動模式被區分成兩個主要的階段：「執行」（Execution）和「評估」（Evaluation），還可以進一步被區分成七個部份：
1. 訂立目標
2. 組成意圖
3. 標明行動順序
4. 執行
5. 觀察系統
6. 詮釋系統狀態
7. 評估

其實以電腦而言，電腦互動主要意義是以使用者為考量，而不是從設計者的概念模型去切入，如何讓使用者能控制系統的順序、速度，怎麼注意資訊，都是人機互動中所關心的。人機互動的關鍵在於使用者瞭解了電腦能替我們做些什麼，及如何處理資訊，我們就可將大部份時間放在「人」的身上，而不是技術領域，所以一個成功的互動系统指人們告訴電腦如何去工作，而不是在技術上打轉。
電腦界面的設計不光是單向的，而是設計者必須重視使用者的回饋，並且進行調整，運用適當的設計，比如美工圖案選單或是簡易的操作，讓使用者可以輕鬆的滿足自己的需求，有效率的執行工作，才能讓機器發揮最大的功能。

## 概念模型
設計者或其他相關工程人員，所共同設計的操作介面稱為概念模型。使用者並無法直接與設計者進行對話，也鮮少透過說明書準確而有效地了解設計者的概念；透過與介面的互動，進而對該設計產品的功能及操作所形成的了解，則稱為使用者對於該產品所形成的心智模型。一般而言，使用者的心智模型是在使用中自然逐步形成的，同時，藉由與系統不斷地互動，使用者會不斷修正其心智模型。如果到了最後，使用者的心智模型與設計師的概念模型能一致或相當接近，那麼，介面設計就算是相當成功了。
概念模型可分為依據活動所設計或物件所設計的兩種導向。想要設計出具有使用性的介面，必須要了解活動的類型，以及人們在目前的工具中發生了什麼問題。

### 活動型概念模型
根據活動所設計的概念模型可分為四類：
指令型（Instructing）一個指令一個動作，簡單有效率，例如DOS作業系統及word。
對話型（Conversing）系統與使用者進行對話，雙向互動，但容易發生系統誤解使用者的狀況，或是造成電話語音系統單向互動的問題。
操作導航型（Manipulating & Navigating）讓使用者用最自然的直覺去操作介面，如蘋果開創的圖形化作業系統，還有電腦輔助設計系統都屬此類型的設計。
搜尋瀏覽型（Exploring & Browsing）使用者依此系統搜尋資訊，如google等搜尋引擎及入口網站。

### 物件型概念模型
物件導向的概念模型將重點放在處於某些特定背景情境下使用的特定物件，它往往與其在現實生活中的原型極為類似。

## 外部連結
- Human-Centered Computing Education Digital Library
- 人機介面互動設計趨勢 （页面存档备份，存于）
- 人機介面-電子工程專輯